# Figitidae
Figitidae è una famiglia di piccole vespe presenti in tutto mondo. Attualmente vi sono circa 1.400 specie descritte in 126 generi, anche se molti taxa senza dubbio devono essere ancora scoperti. Contrariamente alla maggior parte dei cynipoidea, che sono fitofagi e inducono galle, questi insetti sono parassitoidi, depongono le loro larve all'interno di larve di altri insetti, tra i quali le mosche sono i più comuni, ma anche nei neurotteri e negli imenotteri.

## Morfologia
Le loro dimensioni variano dagli 1,5 ai 4 mm. Le antenne delle femmine sono formate da 13 segmenti, mentre quelle dei maschi da 15.
L'addome presenta tergiti fuse, prive di punti di sutura visibili: costituiscono quindi il segmento più importante del ventre.
La famiglia è morfologicamente vicina alle Cynipidae, è fitofaga e solo inquilini di Querce, Rosaceae, e Compositae. Si trovano principalmente nelle zone temperate.
È una famiglia che presenta diverse caratteristiche: il pronoto raggiunge la tegula, il gaster è compresso lateralmente, mentre lo scutello è scolpito. La Tergite rappresenta il gaster più grande nelle femmine.
Ogni sottofamiglia si suddivide in:
Aspiceratine : queste sono caratterizzate da uno scutello con una chiglia e una spina dorsale. Inoltre è parassita delle larve di Hemrobiidae e Chrysopidae
Figitinae o Gaster tergite: altamente sviluppati. Sono parassiti dei Ditteri.
Anacharitinae: con picciolo ben sviluppato. Sono parassiti dei neurotteri

## Biologia
Sono abbondanti nelle discariche e nei cadaveri. Poco si conosce sulla loro biologia.
Risultano specie di interesse per il controllo biologico perché parassitano Agromizydae, Chloropidae, Anthomyiidae e Drosophilidae.
- Eucoila eucera parassita Oscinella fritta (Chloropidae).
- Cothonaspis Rapae parassita Erioischia brassicae.

## Sistematica
Questo elenco tassonomico dei Figitidae è incompleto.
- Anacharitinae
  - Aegilips
  - Anacharis Dalman, 1823
    - Anacharis ensifer Walker, 1835
    - Anacharis eucharoides Dalman, 1823
    - Anacharis immunis Walker, 1835
    - Anacharis rotiventris (Hartig, 1840)
    - Anacharis tincta Walker, 1835
    - Anacharis typica Walker, 1835

  - Xyalaspis
- Aspicerinae
  - Aspicera
  - Callaspidia Dahlbom, 1842
    - Callaspidia dufouri Giraud, 1860

  - Omalaspis
- Charipinae
  - Alloxystini
    - Alloxysta Foerster, 1869
      - Alloxysta brachyptera (Hartig, 1840)
      - Alloxysta circoscritta (Hartig, 1841)
      - Alloxysta crassa (Cameron, 1889)
      - Alloxysta cursore (Hartig, 1840)
      - Alloxysta curvata (Kieffer, 1902)
      - Alloxysta flavicornis (Hartig, 1841)
      - Alloxysta fracticornis (Thomson, 1862)
      - Alloxysta macrophadna (Hartig, 1841)
      - Alloxysta minuta (Hartig, 1840)
      - Alloxysta victrix (Westwood, 1833)

    - Hemicrisis
    - Phaenoglyphis

  - Charipini
    - Apocharips
    - Dilyta
- Eucoilinae
  - Aganaspis
  - Chrestosema
  - Cothonaspis Hartig, 1840
    - Cothonaspis albipennis (Thomson, 1862)
    - Cothonaspis giraudi (Dalla Torre et Kieffer, 1910)
    - Cothonaspis nigricornis Kieffer, 1902

  - Didyctium
  - Diglyphosema Foerster, 1869
    - Diglyphosema punctata Kieffer, 1901

  - Disorygma Foerster, 1869
    - Disorygma divulgata Foerster, 1869

  - Eucoila Westwood, 1833
    - Eucoila maculata Hartig, 1841

  - Eutrias
  - Ganaspis
  - Glauraspidia
  - Gronotoma
  - Hexacola
  - Kleidotoma Westwood, 1833
    - Kleidotoma brevicornis Thomson, 1862
    - Kleidotoma caledonica (Cameron, 1888)
    - Kleidotoma erythropus Thomson, 1877
    - Kleidotoma formicaria (Kieffer, 1902)
    - Kleidotoma striaticollis (Cameron, 1888)

  - Leptopilina
  - Microstilba Foerster, 1869
    - Microstilba tibialis Kieffer, 1901

  - Mirandicola
  - Moritiella Buffington, 2006
  - Nordlanderiana
  - Odontosema
  - Rhoptromeris Foerster, 1869
    - Rhoptromeris graciliclava (Kieffer, 1902)

  - Trichoplasta
  - Trybliographa Foerster, 1869
    - Trybliographa rapae (Westwood, 1835)
    - Trybliographa simulatrix (Ruthe, 1859)
    - Trybliographa thomsoni (Kieffer, 1901)
- Figitinae
  - Amphitectus
  - Figites Latreille, 1802
    - Figites anthomyiarum Bouché, 1834
    - Figites erythropus (Walker, 1835)
    - Figites scutellaris (Rossi, 1794)
    - Figites susterai P. Masner, 1965

  - Homorus
  - Lonchidia Thomson, 1862
    - Lonchidia clavicornis Thomson, 1862
    - Lonchidia lisonota Thomson, 1862

  - Melanips Giraud, 1860
    - Melanips granulatus (Hartig, 1841)
    - Melanips opacus (Hartig, 1840)
    - Melanips parvus (Hartig, 1840)

  - Sarothrus Hartig, 1840
    - Sarothrus areolatus Hartig, 1840
    - Sarothrus haemiscutellaris P. Masner, 1964
    - Sarothrus longitarsus (Reinhard, 1860)
    - Sarothrus tibialis (Zetterstedt, 1838)

  - Seitneria
  - Trischiza
  - Xyalophora
  - Zygosis
- Parnipinae
  - Parnips
- Euceroptrinae
  - Euceroptres Ashmead, 1896